# Gerd Ruebenstrunk

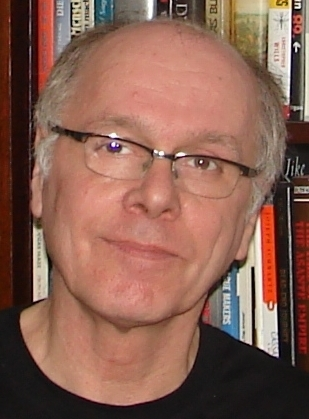
Gerd Ruebenstrunk (2011)

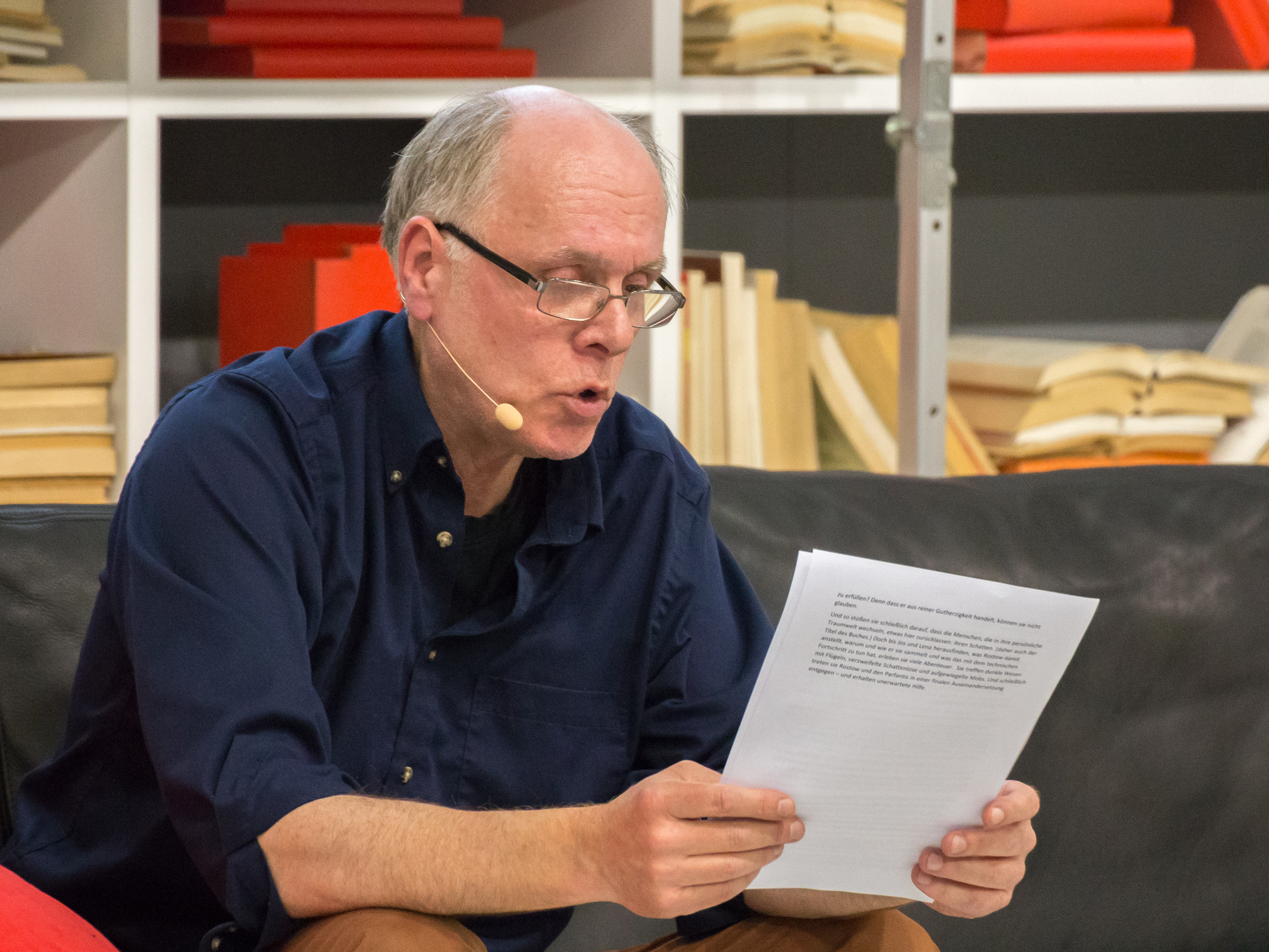
Ruebenstrunk bei einer Lesung von Der Schattensammler auf der Frankfurter Buchmesse 2014

Gerd Ruebenstrunk, eigentlich Hans-Gerd Rübenstrunk (* 19. August 1951 in Gelsenkirchen), ist ein deutscher Schriftsteller und TV-Autor.

## Biografie
Nach dem Abitur am Gymnasium Andreanum in Hildesheim im Jahr 1971 studierte er zunächst an der Technischen Universität Hannover Germanistik und Englisch und anschließend an der Pädagogischen Hochschule Bielefeld Deutsch, Geschichte und Wirtschaftslehre für das Lehramt der Sekundarstufe I. Von 1976 bis 1980 studierte er Psychologie an der Universität Bielefeld. Nach einer längeren Studienunterbrechung schloss er das Studium 1998 mit dem Diplom ab. Seine Diplomarbeit über die Computersimulation psychologischer Emotionstheorien wird an Hochschulen als Einführungstext in das Thema verwendet. 
Von 1984 bis 1995 arbeitete Ruebenstrunk zunächst als Texter, später als Kreativdirektor für verschiedene Werbeagenturen. 1995 entwickelte er für den TV-Sender VOX eine zweistündige Show zur Einführung von Microsoft Windows 95. Anschließend konzipierte er die wöchentliche Computer- und Internetshow CLICK!, die er auch als Chefredakteur betreute und die von 1996 bis 1998 bei VOX ausgestrahlt und von Michael Gantenberg moderiert wurde.
Von 1998 bis 2000 war Ruebenstrunk bei Endemol in Köln Chefautor für die Formate Wie bitte?! (RTL) und Versteckte Kamera (ZDF). 2001 schrieb er, gemeinsam mit Alexander Rettig, eine Folge für die Comedy-Serie Alles Atze. 
Gerd Ruebenstrunk lebt am Niederrhein.

## Werke
- Automobile Leidenschaft: Mercedes-Benz und Springer & Jacoby (gemeinsam mit Edwin Baaske und Michael Trautmann). Gruner + Jahr, 2002. ISBN 978-3-570-19385-3.
- Explosion in der Motorenhalle. Loewe Verlag, 2008. ISBN 978-3-7855-5926-0.
- Arthur und die Vergessenen Bücher. ArsEdition, 2009. ISBN 978-3-7607-3628-0.
- Arthur und der Botschafter der Schatten. ArsEdition, 2010. ISBN 978-3-7607-5190-0.
- Arthur und die Stadt ohne Namen. ArsEdition, 2011. ISBN 978-3-7607-6453-5.
- Das Wörterbuch des Viktor Vau. Piper Verlag, 2011. ISBN 978-3-492-70224-9.
- Rebellen der Ewigkeit. ArsEdition, 2012. ISBN 978-3-760-76539-6.
- Der letzte Zauberlehrling. ArsEdition, 2012. ISBN 978-3-760-78679-7.
- Assassino. Bloomoon, 2013. ISBN 978-3-760-78681-0.
- Der Schattensammler. Bloomoon, 2014. ISBN 978-3-845-80417-0.
- Blutring. Planet!, 2016. ISBN 978-3-522-50489-8.
- Soul Hunters. Planet!, 2017. ISBN 978-3-522-50549-9.
- Ikarus oder Die 500 Tage von Carnaro. tredition, 2019. ISBN 978-3749722402.
- Der Wassermann. Amazon Publishing, 2023. ISBN 979-8399509242

## Adaptionen
- Einfach lesen: Explosion in der Motorenhalle (gemeinsam mit Ben Faridi). Cornelsen Verlag, 2009, ISBN 978-3-464-60216-4.
- Arthur und die Vergessenen Bücher. Hörbuch, Jumbo Neue Medien & Verlag, 2010, ISBN 978-3-8337-2665-1.
- Arthur und der Botschafter der Schatten. Hörbuch, Jumbo Neue Medien & Verlag, 2011, ISBN 978-3-8337-2703-0.
- Arthur und die Stadt ohne Namen. Hörbuch, Jumbo Neue Medien & Verlag, 2011, ISBN 978-3-8337-2797-9.
- Rebellen der Ewigkeit. Hörbuch, Jumbo Neue Medien & Verlag, 2012, ISBN 978-3-8337-2920-1.

## Übersetzungen
- Interne/externe Kontrollüberzeugung. Theoretische und empirische Arbeiten zum Locus of Control-Konstrukt, herausgegeben von Rosemarie Mielke. Hans Huber Verlag, 1982. ISBN 978-3456811765.
- Die rassistische Internationale. Zur Renaissance der Rassenlehre in der modernen Psychologie, von Michael Billig. Verlag Neue Kritik, 1980. ISBN 978-3801501778.